# 화산쇄설암
화산쇄설암(火山碎屑岩) 또는 화성쇄설암(火成碎屑巖), 화쇄암(火碎巖)은 화산 폭발로 나온 각종 분출물로 만들어진 암석을 말한다. 그 예로는 각력암, 응회암 등이 있다. 분출물은 고체나 반고체 상태일 수도, 유동적인 상태일 수도 있다. 응회암은 지름이 4mm 이하의 아주 작은 화산재가 퇴적되어 형성되는 암석이고, 각력암은 그보다 크기가 큰 분출물로 만들어진다.
| 알갱이의 크기 | 화산쇄설암                           | 뭉쳐서 형성하는 암석   |
| ------------- | ------------------------------------ | ---------------------- |
| > 64 mm       | 화산암괴 (각진 것), 화산탄 (둥근 것) | 화산쇄설각력암; 집괴암 |
| < 64 mm       | 화산력                               | 화산력암               |
| < 2 mm        | 거친 화산재 (화산사)                 | 거친 응회암            |
| < 0.063 mm    | 고운 화산재                          | 고운 응회암            |

## 같이 보기
- 이산화 규소